# Disneyland Resort (MTR)
Disneyland Resort (traditioneel: 迪士尼) is een metrostation van de Metro van Hongkong. Het is een halte aan de Disneyland Resort Line. 